# Бирюков (Волгоградская область)
Бирюков — хутор в Чернышковском районе Волгоградской области России. Входит в состав Верхнегнутовского сельского поселения. На 2017 год Бирюкове улиц не числится, хутор связан автобусным сообщением с райцентром и соседними населёнными пунктами.

## Население
| 2010 |
| ---- |
| 35   |

Хутор расположен на правом берегу реки Цимла, примерно в 24 километрах от райцентра, высота центра селения над уровнем моря — 49 м